# یومی و نقاش کابوس‌ها
«یومی و نقاش کابوس‌ها» (انگلیسی: Yumi and the Nightmare Painter) رمان فانتزی تک‌جلدی نوشتهٔ برندن سندرسن است. داستان این کتاب در کیهانِ «کیهابرم» (انگلیسی: Cosmere) رخ می‌دهد و سومین کتاب از پروژه‌های مخفی این نویسنده می‌باشد که به طور اختصاصی در 1 ژوئیه 2023 توسط Dragonsteel Entertainment برای حامیان Kickstarter منتشر شد.  «انتشارات هوپا» در سال 2023 طی قراردادی از «Dragonsteel» حق کپی رایت برای انتشار ترجمه فارسی این اثر تحت عنوان «یومی و نقاش کابوس‌ها» را خریداری نمود.

## داستان کلی
داستان در سیاره «کوماشی» اتفاق می‌افتد، سیاره‌ای که همواره در شبی دائمی قرار دارد و توسط حائلی از جنس تاریکی به نام «لفاف» در بر گرفته شده است. از درون لفاف موجوداتی بی‌شکل بیرون می‌آیند که از رویای انسان‌ها تغذیه می‌کنند و به آن‌ها آسیب می‌رساندند، از همین روی به آن‌ها کابوس می‌گویند. در شهر «کیله‌هیتو» که لفاف دورتادورش را گرفته، دسته‌ای از نقاش‌ها وظیفه‌ی مقابله با این کابوس‌ها را برعهده دارند. نیکارو یک نقاش است که به کمک سبک نقاشی با جوهر تک‌رنگ کابوس‌ها را شکار کرده و از میان می‌برد. نیکارو شخصی تنها و تک‌رو است که از بودن با دیگران پرهیز می‌کند. او هنگام انجام یکی از کشیک‌های شبانه‌ی خود با کابوسی عجیب روبه‌رو می‌شود که ظاهراً به آخرین مرحله‌ی پایداری خود نزدیک شده و به زودی دیگر مقابله با او غیرممکن خواهد شد.
یومی یک «یوکای-هی‌جو» و اهل کشور «توریو» است، او به واسطه موهبتی که در بدو تولد دریافت نموده قادر است تا با چیدن چینه‌هایی از سنگ، ارواح را احضار نموده و آن‌ها را به انجام کارهای مختلف مقید کند. او در توریو زندگی می‌کند، در مکانی که برخلاف کیلاهیتو، تکنولوژی کمتری دارد و لفافی ندارد و از همه مهمتر، خورشید و نور دارد. یکی از ارواح با یومی ارتباط برقرار می‌کند و از او می‌خواهد که به آن‌ها کمک کند.
حادثه‌ای رخ می‌دهد و در نتیجه‌ی آن نیکارو در بدن یومی و یومی در بدن نیکارو از خواب بیدار می‌شوند. حال آن‌ها باید با کمک یکدیگر و با بهره بردن از توانایی‌های منحصربه‌فرد خود خطرات موجود در دنیای یکدیگر را برطرف کنند. اما در این گیرودار اتفاقی مشکوک رخ می‌دهد که تمام ماجرا را دگرگون می‌سازد...

## شخصیت‌ها
- یومی: (انگلیسی: Yumi) یکی از دو شخصیت اصلی داستان. یک یوکای-هی‌جو و اهل سرزمین توریو.
- نیکارو / نقاش: (انگلیسی: Nikaru/Painter) یکی از دو شخصیت اصلی داستان. او یک نقاش کابوس و اهل کیله‌هیتو است.
- هوید: (انگلیسی: Hoid) راوی داستان. او به شکل مجسمه‌ی رخت‌آویز در نودل‌کده‌ی نشان حضور دارد.
- نشان: (انگلیسی: Design) موهومه‌ای که به هوید پیوند خورده است. وقتی هوید تبدیل به رخت‌آویز می‌شود، نشان تصمیم می‌گیرد تا زمانی که او به حالت عادی برگردد، یک مغازه نودل‌فروشی باز کند.
- لی‌یون: (انگلیسی: Liyun) مرشد و آموزگار یومی.
- آکانه: (انگلیسی: Akane) نقاش کابوس، دوست سابق نیکارو.
- توجین: (انگلیسی: Tojin) نقاش کابوس، دوست سابق نیکارو.[۳]

1. ↑  «Yumi's Publication Rights». JABberwocky Agency. اردیبهشت ۱۴۰۲.
2. ↑  "Yumi and the Nightmare Painter". Wikipedia (به انگلیسی). 2024-07-29.
3. ↑  «مشخصات کتاب در سایت نویسنده». مرداد ۱۴۰۳.